# Atrax robustus
Atrax robustus je agresiven in zelo strupen pajek iz družine Hexathelidae, ki prebiva na širšem območju Sydneya v Avstraliji. Po nekaterih podatki naj bi bil eden izmed najbolj strupenih pajkov na svetu.

## Telesne značilnosti
Odrasli samci merijo 25 mm v dolžino, samice pa 35 mm. So sijoče modročrne barve, abdomen pa prekrivajo fine dlačice. Imajo velike strupnike in strupne vrečice. Samci so manjši, vitkejši in imajo daljše noge.

## Življenjski prostor in navade
Življenjski prostor pajka se razteza okoli Sydneya v polmeru približno 160 km. Najraje živi v poraščenih strugah pod kamni in padlimi drevesi, pa tudi na vlažnih tleh pod hišami, kompostom in v špranjah v skaljnakih na vrtovih. Bela in svilena pajčevina je dolga od 20-60 cm in poteka lijakasto v skrivališče v tla z nizko temperaturo in visoko vlažnostjo.

### Prehrana
Prehranjuje se s hrošči, ščurki, ličinkami žuželk, polži, dvojnonogami in občasno z manjšimi žabami ter drugimi vretenčarji. Pajčevina je sestavljena iz suhe svile, ki pa je za žuželke spolzka, pajek pa se z lahkoto premika po mreži. Ko se žuželka ujame, jo pajek večkrat piči in jo nato odvleče v svojo skrivališče.

## Razmnoževanje
Pajek prebiva večino časa samotno, razen v času parjenja. V tem času samice ostajajo bolj ali manj na eni lokaciji, razen v primeru poplav. Samci potujejo po območju in iščejo partnerice s pomočjo feromonov, potem ko dosežejo spolno zrelost. 
Moške spolne organe sestavljajo moda (testisi) in cev, ki povezuje moda z majhno odprtino. Samec semensko tekočino izbrizga na majhen kos posebno spletene pajčevine, nato pa prenese to v samičino odprtino spolovil, kjer jo samica nato »uporabi« za oploditev ali pa jo shrani. Parjenje poteka navadno proti koncu poletja ali zgodaj jeseni. Samci dosežejo spolno zrelost po štirih letih življenja, samica pa malo dlje. Samica izleže od 90—120 rumenozelenih jajčec.

## Strupenost

### Ugriz in opis toksina
Glavni toksin pajka, δ-ACTX (prvotno poimenovan kot robustotoksin ali preprosto atrakotoksin), spada v skupino toksinov, znanih pod skupnim imenom atrakotoksini (ACTX), ki so poimenovani glede na to, da spadajo vsi pajki s temi toksini v poddružino Atracinae.
δ-ACTX je presinaptični nevrotoksin, ki deluje na natrijeve (Na+) kanalčke. Na ta način inducira spontan, ponavljajoč se nastanek akcijskih potencialov v avtonomnih in motoričnih živcih zaradi neprekinjenega sproščanja živčnih prenašalcev (nevrotransmiterjev) (acetilholina, adrenalina in noradrenalina), kar pa v končni fazi privede do pomanjkanja le-teh. Toksin samcev naj bi bil 6-krat učinkovitejši od toksina samic.
Čeprav je toksin zelo oz. smrtno nevaren za vse primate (torej vključno s človekom), naj bi bil za druge živali praktično nenevaren. Vzrok za to odpornost naj bi bila verjetno prisotnost protiteles IgG, pa tudi povezanih IgG in IgM protiteles, ki delujejo kot deaktivacijski dejavniki (faktorji) v krvni plazmi preko vezave na toksin, druga možnost pa vključuje nespecifično reakcijo v plazmi zaradi močnih bazičnih lastnosti toksina.
Sam ugriz je zelo boleč zaradi kislosti vbrizgane vsebine in globoke rane zaradi relativno velikih strupnikov. V 10-15 minutah se pojavita mravljinčenje in otopelost na ustih. Nato se progresivno med ostalim pojavijo kurja polt (piloerekcija), znojenje, trzanje obraznih in medrebrnih mišic, slinjenje, solzenje in tahikardija (povišan srčni utrip), pozneje pa še hipertenzija (povišan krvni tlak), bruhanje, težave z dihanjem, krči mišic in pljučni edem. V končni fazi se znotrajlobanjski (intrakranialni) tlak poviša in nastopi nezavest, na koncu pa še smrt, če ni zagotovljeno umetno predihovanje. Po približno dveh urah se pojavi predvsem mišična oslabelost, zaradi česar je možna zadušitev (odpoved dihalnih mišic).

### Zdravljenje
Vse ugrize velikih črnih pajkov na območju Sydneya je potrebno preventivno obravnavati kot ugrize pajka A. robustus. Mesto ugriza se mora tesno poviti in imobilizirati. Potrebna je čimprejšnja hospitalizacija, da se lahko zagotovi protistrup (antidot), ki je pravzaprav visoko prečiščeni zajčji imunoglobulin IgG, ter umetno predihovanje.

## Pomen za človeka
Pri človeku ima pajek predvsem negativno vlogo, saj je eden izmed najbolj strupenih pajkov na svetu, zaradi katerega je do zdaj v Avstraliji umrlo vsaj 13 ljudi. Pozitiven gospodarski pomen predstavljajo niti pajčevine, katere uporabljajo za izdelavo merkov v optičnih instrumentih.